# Vorarlberger in Wien
Als Vorarlberger in Wien werden Menschen aus dem westlichsten österreichischen Bundesland Vorarlberg bezeichnet, die sich zeitweise oder dauerhaft in der Bundeshauptstadt Wien niedergelassen haben. Kein anderes Bundesland liegt weiter von Wien entfernt als Vorarlberg – zwischen der Vorarlberger Landeshauptstadt Bregenz und Wien liegen rund 500 Kilometer Luftlinie –, zudem bestehen erhebliche kulturelle wie sprachliche Unterschiede der Vorarlberger Bevölkerung im Vergleich mit den anderen österreichischen Bundesländern, einschließlich Wien.
Die mitunter scherzhaft geäußerte Behauptung, gemessen an der Zahl der dort lebenden Vorarlberger sei Wien die „größte Stadt Vorarlbergs“, ist schon wegen der absoluten Zahl der in Wien lebenden Vorarlberger von rund 25.000 – womit dort weniger Vorarlberger leben als in Dornbirn, Feldkirch oder Bregenz – unsinnig. Von den circa 25.000 in Wien lebenden Vorarlbergern sind ungefähr ein Zehntel, also etwa 2.500 bis 3.000 Studenten an den zahlreichen Hochschulen der Bundeshauptstadt. Die Bundeshauptstadt ist noch vor dem von Vorarlberg aus gesehen deutlich näher gelegenen Innsbruck der beliebteste Studienort für Vorarlberger Studierende.

## Geschichte der Vorarlberger in Wien
Die ersten bleibenden Zuwanderer aus dem Bodenseegebiet in die entstehende Metropole Wien waren Dienstleute der Habsburger. Sowohl in der Schlacht von Dürnkrut (1278) gegen den böhmischen König Ottokar II. als auch in späteren, für den Ausbau der habsburgischen Hausmacht entscheidenden, Waffengängen waren südschwäbische Ritter beteiligt. Den Soldaten folgten nach der Gründung der Wiener Universität im Jahre 1365 die ersten Studierenden nach Wien.
Die dritte Gruppe von ebenfalls meist temporären Zuwanderern bildeten Handwerker, besonders im Baugewerbe, aber auch Professionisten im Fein- oder Luxusgewerbe wie etwa Uhrmacher, Goldschmiede oder Handschuhmacher, alles Handwerke, die im bäuerlich-kleinstädtischen Milieu Vorarlbergs keinen Boden fanden.
Die Zuwanderung in die Residenzstadt nahm zu mit der Festigkeit der staatlichen Bindung des Gebietes zwischen Arlberg und Alpenrhein an das habsburgische Österreich. Wobei zahlenmäßig bis ins 19. Jahrhundert immer noch weit mehr Vorarlberger in die Schweiz, nach Frankreich und nach Süddeutschland auswanderten als in den österreichischen Osten. Das Gros der Wanderarbeiter in die genannten Gebiete bildeten traditionellerweise Bauhandwerker. Die Vorarlberger Zuwanderer nach Wien waren Professionisten, die in ihrer Heimat keine Ausbildungsmöglichkeit oder keinen Markt hatten, außerdem Gebildete, Künstler und Unternehmer, die in der Kaiserstadt bessere berufliche Chancen vorfanden oder sich solche erhofften.
Im Jahr 1884 eröffnete die Arlbergbahn mit dem Arlbergtunnel und vereinfachte Reisen von Vorarlberg nach Wien. Bereits ein Jahr später, 1885, gründeten Studierende den Verein der Vorarlberger in Wien, der bis heute besteht. Ab diesem Zeitpunkt nahm die Zahl der Vorarlberger, die sich temporär oder dauerhaft in der Hauptstadt niederließen, in den Folgejahren deutlich zu. Wien war durch die nunmehr bessere Erreichbarkeit zu einer echten Alternative zur von Vorarlberg aus gesehen nächstgelegenen österreichischen Großstadt, Innsbruck, geworden.
Genau ein Jahrhundert nach der Eröffnung des Arlbergtunnels, im Jahr 1984, wurde die erste Linienflugverbindung zwischen Vorarlberg und Wien aufgenommen. Die Vorarlberger Regionalfluglinie Rheintalflug flog ab 1984 vom Flugplatz Hohenems aus im Rahmen eines Linienflugs mehrmals wöchentlich den Flughafen Wien-Schwechat an. 1988 wurde, nachdem Ausbaupläne des Flugplatzes Hohenems am Widerstand der Bevölkerung gescheitert waren, der Flugbetrieb zum direkt an der Staatsgrenze gelegenen Schweizer Flugplatz St. Gallen-Altenrhein verlegt. Von Altenrhein aus werden heute noch von der Fluggesellschaft People’s mehrmals täglich Direktflüge nach Wien durchgeführt.

## Beziehungen zwischen Wien und Vorarlberg

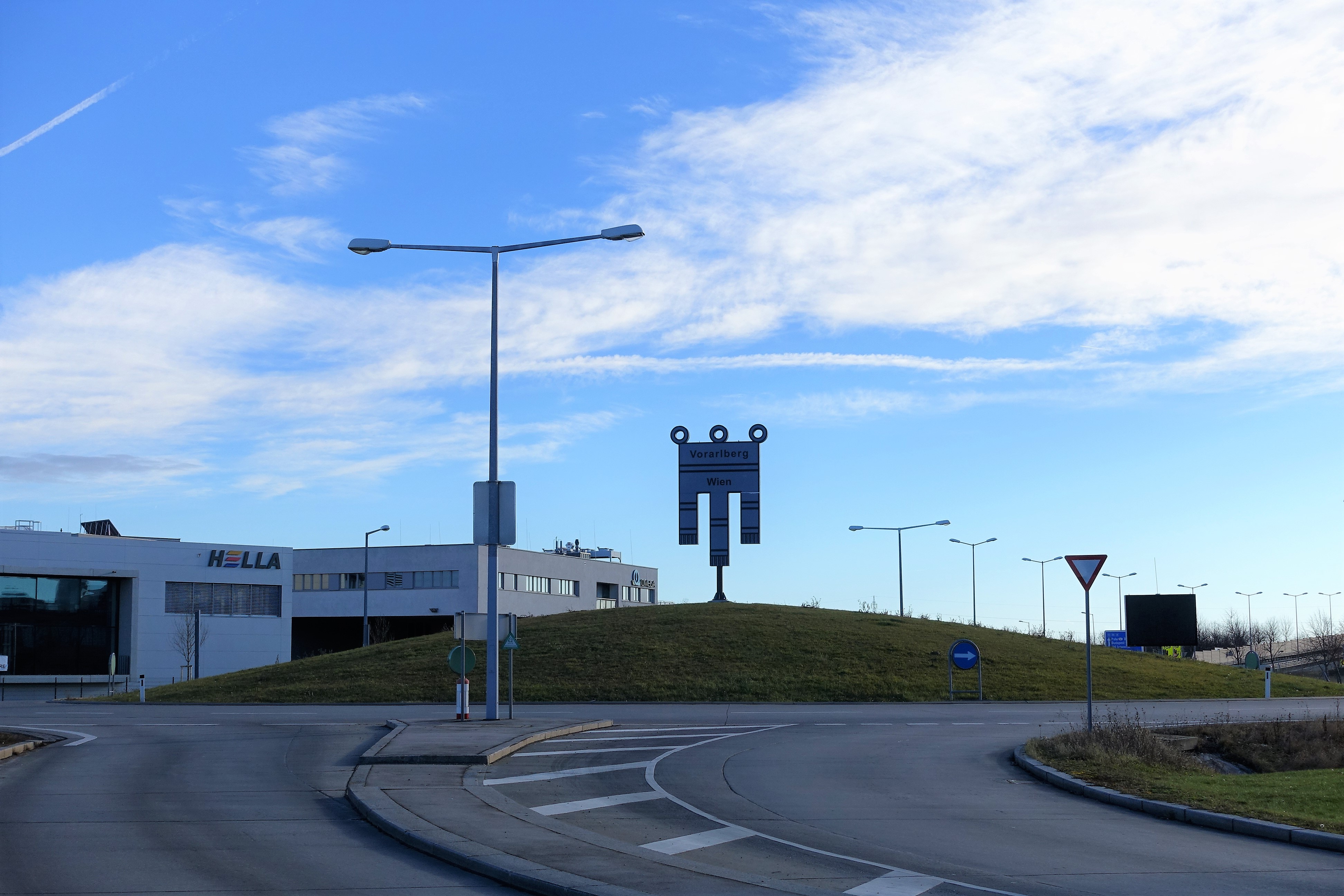
Vorarlberger Wappen im Kreisverkehr auf der Vorarlberger Allee in Wien-Liesing

Die Beziehungen zwischen Wien und Vorarlberg sind in erster Linie geprägt vom Status Wiens als österreichische Bundeshauptstadt und damit Sitz zentraler Institutionen des österreichischen Bundesstaates. Häufig wird daher in Vorarlberg – wie auch in anderen österreichischen Bundesländern – der Begriff „Wien“ synonym verwendet zur staatlichen Verwaltung und Gesetzgebung. Aufgrund des ausgeprägt föderalistischen Selbstverständnisses der Vorarlberger Landespolitik ist das Anprangern von vermeintlichen Missständen in Wien, womit in aller Regel eben die österreichische Bundesregierung und der Gesetzgeber, nicht die Stadt und ihre Bevölkerung gemeint sind, ein häufig genutztes politisches Stilmittel.
Ein Ausdruck der freundschaftlichen Verbindung zwischen Wien und Vorarlberg ist die auf Privatinitiative zustandegekommene Umbenennung einer zuvor unbenannten Verkehrsfläche am Rande des 23. Wiener Gemeindebezirks Liesing in Vorarlberger Allee im Jahr 1985. Der gebürtige Lustenauer Siegfried Hämmerle, der zu dieser Zeit als freier Journalist in Wien lebte, bot im Rahmen eines Treffens bei den Bregenzer Festspielen dem damaligen Wiener Bürgermeister Helmut Zilk an, 150 Vorarlberger Lindenbäume für die Gestaltung einer Allee stiften zu wollen, wenn diese nach seinem Heimatbundesland benannt werde. 
Kurz darauf wurde tatsächlich eine bis dahin namenlose Straße im Gewerbegebiet von Inzersdorf in Vorarlberger Allee umbenannt und im Mai 1985 mit den gespendeten Lindenbäumen bepflanzt. Zum 20-jährigen Jubiläum der Straßenbenennung wurde ein Erinnerungsstein aus Silbertaler Granit gesetzt und die direkt angrenzende Schnellstraßen-Ausfahrt der Wiener Außenring Schnellstraße ebenfalls nach der Vorarlberger Allee benannt.
Am 10. Juli 2008 wurde ein sechs Meter hohes Vorarlberger Wappen aus Chromstahl mit den eingravierten Namen der beiden Bundesländer als Denkmal im Kreisverkehr auf der Vorarlberger Allee errichtet. Ebenfalls im Liesinger Gewerbegebiet wurde erneut auf Initiative von Siegfried Hämmerle im Oktober 2014 auf einer 4.000 Quadratmeter großen Fläche ein Laub-Mischwald angelegt, der als „Vorarlberger Wald“ bezeichnet wurde.

## Verein der Vorarlberger in Wien
| Wahl | Name               |
| ---- | ------------------ |
| 1885 | Jakob Schneider    |
| 1887 | Casimir Hämmerle   |
| 1900 | Alois Seeger       |
| 1903 | Ludwig Mähr        |
| 1919 | Gebhard Schatzmann |
| 1922 | Karl Zuppinger     |
| 1925 | Josef Knapp        |
| 1934 | Max Eugling        |
| 1939 | Martin Hämmerle    |
| 1945 | Hermann Victorin   |
| 1952 | Alphons Willam     |
| 1956 | Sepp Zangerle      |
| 1985 | Werner Kresser     |
| 1989 | Werner Kessler     |
| 2001 | Andreas Köb        |
| 2015 | Ulrike Willam-Kinz |

### Geschichte des Vereins
Die Gründungsversammlung des Vereins der Vorarlberger in Wien fand am 21. November 1885 im Restaurant „Zum Mohren“ (Lindengasse 2, 1070 Wien) statt. Anwesend waren 17 Teilnehmer. Im Jahr 1886 zählte der Verein bereits 152 Mitglieder. Seine Aufgabe sah der Verein der Vorarlberger in Wien von Beginn an darin, Veranstaltungen als Treffpunkte für Vorarlberger in Wien zu organisieren. Das erste Kostümfest fand 1895 statt. Kegel- und Damenabende zählten zu den regelmäßigen Veranstaltungen. 1900 schaffte der Verein der Vorarlberger in Wien einen Fonds, um bedürftigen Studenten Besuche von Theateraufführungen und Konzerten zu ermöglichen. Diese Tradition wurde bis weit in die 1990er-Jahre aufrechterhalten. Der erste „Studentenvertreter“ wurde ernannt (Josef Finkernagel), Vorträge und Ausflüge standen auf dem Vereinsprogramm.
Zur 25-Jahr-Feier im Jahr 1910 erschien eine Festschrift. Die Bibliothek umfasste 760 Bücher, darunter zahlreiche Bücher mit Vorarlberg-Bezug. Während des Ersten Weltkrieges in den Jahren 1914 bis 1918 sanken die Mitgliederzahlen. Die Vereinstätigkeit bestand vorwiegend in der Weitergabe von (Sach-)spenden an Vorarlberger Soldaten in Wiener Spitälern. Viele Vorarlberger zogen wieder nach Vorarlberg, da die Lebenshaltungskosten in Wien sehr hoch und gleichzeitig die Versorgungslage schlecht war. Das Vereinsleben kam erst ab 1925 wieder in Schwung. Am Fest zum 40-jährigen Vereinsjubiläum nahmen 120 Gäste teil.
Die Vereinschronik berichtet, dass die Vereinsveranstaltungen in den 1930er-Jahren gut besucht waren, weil es dort oft etwas zu essen gab. 1935, zum 50-jährigen Jubiläum, erschien eine weitere Festschrift, die auch als Beilage zum Vorarlberger Tagblatt gedruckt wurde. Während des Zweiten Weltkrieges kam das Vereinsleben abermals fast zum Erliegen. 1945 wurde das Vereinslokal ausgebombt, viele Akten gingen verloren. Nach dem Krieg, 1946, war die erste öffentliche Veranstaltung des Vereins eine Gedächtnisfeier für den aus dem Bregenzerwald stammenden ehemaligen Vizekanzler Jodok Fink.
Ab den 1950er-Jahren trat der Verein der Vorarlberger in Wien wieder aktiver auf. Zusammenkünfte fanden wöchentlich statt, besonders die Monatsabende entwickelten sich zu beliebten Treffpunkten mit meist über hundert Besuchern. Der Anteil an studierenden Mitgliedern stieg. Die Aufgabe, Vorarlberger zu unterstützen, wurde wieder aufgenommen. Das Land Vorarlberg und die Vorarlberger Textilindustrie unterstützten die Bemühungen mit finanziellen Beiträgen. 1954 sammelte der Verein beispielsweise bei einem Benefizkonzert im Großen Musikvereinssaal 46.000 Schilling für den von einem Lawinenunglück schwer getroffenen Ort Blons im Großen Walsertal.
1955 feierte der Verein der Vorarlberger in Wien sein 70-jähriges Bestehen. Außenminister Leopold Figl besuchte die Festveranstaltung. 1956 zählte der Verein 750 Mitglieder. Auf dem Veranstaltungskalender standen Nikolausfeiern, ein Faschingsball in „Hübners Kursalon“, das Preisjassen, ein Ausflug im Frühsommer, Diavorträge und einiges mehr. Eine wichtige Aufgabe sah der Verein in der Unterstützung von Studierenden. Es gab eine Studienbibliothek, Freikarten für Theater- und Sportveranstaltungen, niedrige Beiträge für die Mitgliedschaft und für Veranstaltungen. Der Verein war außerdem sozial aktiv. Mitglieder betreuten Vorarlberger Kinder, die die Blindenschule in Wien besuchten. Sie besuchten auch Vorarlberger Patienten in Wiener Spitälern. 1965 eröffnete der Verein seine Bibliothek im „Rhomberghaus“ in der Gonzagagasse, Ecke Esslinggasse. Die Bibliothek umfasste Bücher für Studierende und Vorarlbergensien.
Ab 1972 war das Restaurant „Grünes Tor“ (Lerchenfelder Straße, 1070 Wien) zehn Jahre lang das Stammlokal. Bis zu 500 Vorarlberger und Gäste trafen sich hier zum Beispiel zur jährlichen Schlachtpartie. Ab 1983 war das Restaurant „Schöner“ (Siebensterngasse, 1070 Wien) das Vereinslokal. Einige Jahre später (bis 2007) war das Restaurant „Smutny“ (Elisabethstraße, 1010 Wien) der Vereinstreffpunkt. Von 1985 bis 1996 bestand die vom Land Vorarlberg eingerichtete „Vorarlberger Landesdelegation“. Das Büro befand sich im „Haus der Bundesländer“ (Schenkenstraße 4, 1010 Wien). Bei einigen Veranstaltungen kooperierten die Landesdelegation und der Verein, zum Beispiel beim „Ball der Vorarlberger“. 1988 fand der „Ball der Vorarlberger“ zum ersten Mal im Palais Ferstel statt. 1990 übersiedelte die Bibliothek ins „Hämmerle-Haus“ am Franz-Josefs-Kai. Die Adressen der Mitglieder wurden zum ersten Mal EDV-gestützt verarbeitet.
Mit der Öffnung der Ostgrenzen wurde auch das nahe Ausland zum Ziel von Vereinsausflügen. 1990 führte der Ausflug mit dem Tragflügelboot auf der Donau nach Bratislava. Bei den Kässpätzle-Partien, die alle zwei Jahre stattfinden, sorgen Köche aus Vorarlberg für optimale Spätzle und damit für viele Besucher. Neuer Veranstaltungsort für das Preisjassen wurde der Gerstenboden der Ottakringer Brauerei, gut 200 „Jasser“ beteiligen sich jedes Jahr. Neu im Jahresprogramm ist eine Kulturveranstaltung, zum Beispiel Stadtführungen oder Besuche von Museen. Ab 1992 befand sich die Vereinsbibliothek in angemieteten Räumen in der Josefstädter Straße (1080 Wien). In den 2000er-Jahren modernisierte der Verein der Vorarlberger in Wien seinen optischen Auftritt. 2002 ging die erste Website online, die Kommunikation erfolgte nunmehr primär über E-Mails.
2005 sammelte der Verein für die Aktion „Ma hilft“ der Vorarlberger Nachrichten 10.000 Euro für Hochwasser-Geschädigte in Vorarlberg. 2010 feierte der Verein sein 125-jähriges Bestehen mit einer Veranstaltung im Wiener Rathaus. Zum Jubiläum erschien die Festschrift mit dem Titel „Vorarlberger Fußspuren in Wien“. Mit rund 1000 Mitgliedern ist der Verein der Vorarlberger in Wien der größte Bundesländerverein in Wien. Im Oktober 2015 übergab Obmann Andreas Köb seine Aufgaben an Ulrike Willam-Kinz, die erste Obfrau in der Geschichte des Vereins. Der Verein ist seither auch in den Sozialen Medien, auf Facebook und Twitter, präsent.

### Vorarlberger Funken in Wien

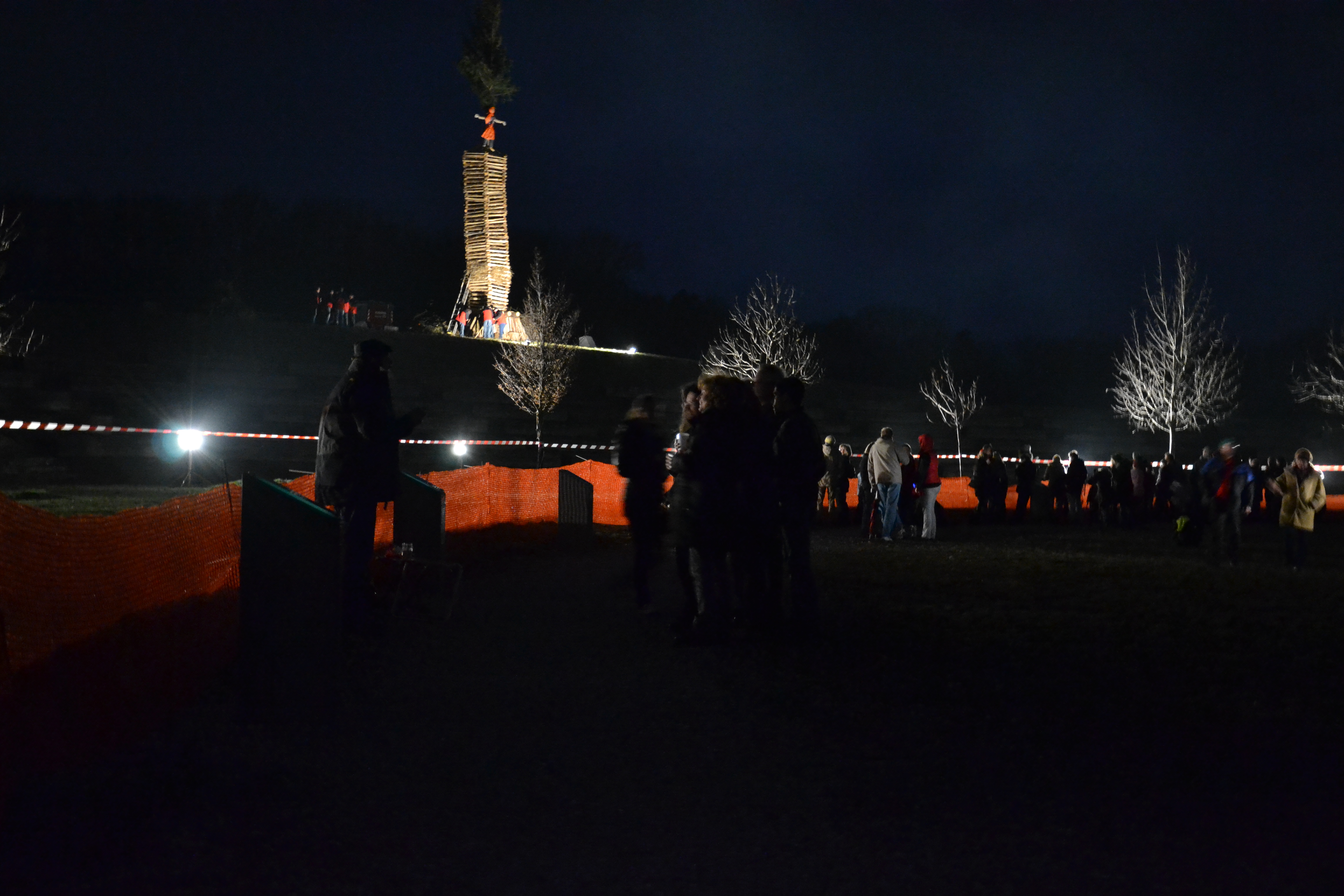
Vorarlberger Funken „Am Himmel“ im Jahr 2011

Auf Initiative von Hans Schmuck, der aus Thal bei Sulzberg stammt und zu jener Zeit in Wien lebte, sowie mit Unterstützung der von 1985 bis 1996 bestehenden Vorarlberger Landesdelegation fand 1987 zum ersten Mal ein Vorarlberger Funkenfest in Wien statt. Der erste Funken wurde auf einer Wiese am Cobenzl abgebrannt, später war die Bellevuewiese oberhalb von Grinzing der Veranstaltungsort.
Fünf Funkenfeste fanden von 1987 bis 1991 statt, jeweils mit Beteiligung einer anderen Funkenzunft aus Vorarlberg (1987 Thal/Sulzberg, 1988 Bludenz/Rungelin, 1989 Lustenau/Hofstald, 1990 Dornbirn/Kehlegg, 1991 Feldkirch/Tisis). In den Folgejahren fand kein Funkenfest mehr statt. Einerseits waren der organisatorische und finanzielle Aufwand stets sehr hoch, andererseits bestand die „Vorarlberger Landesdelegation“, damals die Hauptorganisatorin, nur bis 1996.
Im Jahr 2000 hatten Studierende die Idee, wieder einen Funken in Wien zu veranstalten. Der Funken wurde am Areal des Lebensbaumkreises, „Am Himmel“, oberhalb von Grinzing veranstaltet und stieß bereits beim ersten Mal auf großes Publikumsinteresse. Rund 600 Besucher kamen. Seither findet – abgesehen von außergewöhnlichen Jahren wie den Jahren der COVID-19-Pandemie – jedes Jahr „Am Himmel“ das Vorarlberger Funkenfest statt. Um die Organisation und Finanzierung kümmern sich die von Karlheinz Kopf gegründete „Vorarlberger Funkenzunft in Wien“ sowie das „Kuratorium Wald“, das das Areal „Am Himmel“ betreut.

### Ball der Vorarlberger in Wien

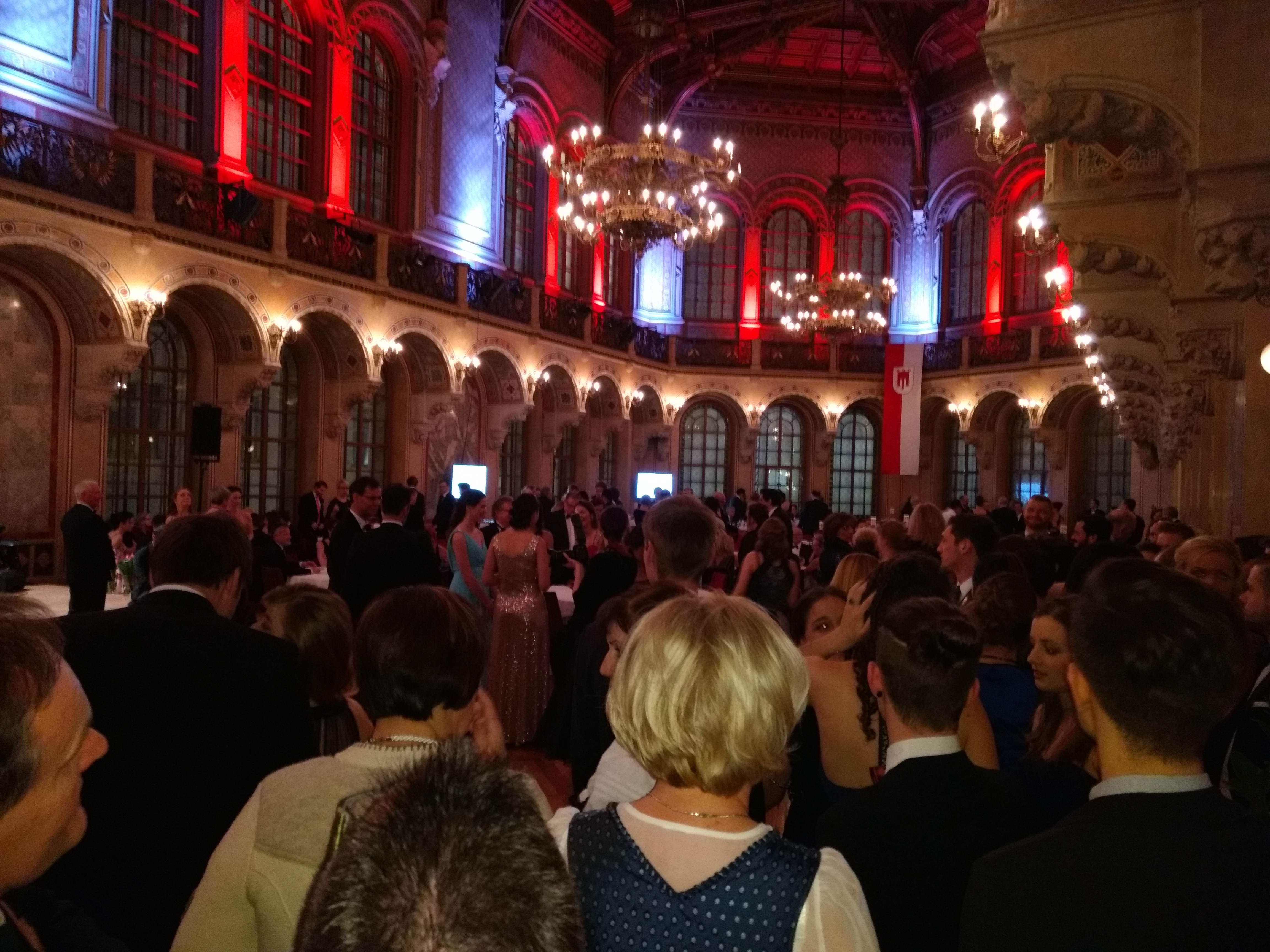
Ball der Vorarlberger in Wien 2017

Zehn Jahre nach seiner Gründung, im Jahr 1895, veranstaltete der Verein der Vorarlberger in Wien zum ersten Mal ein Kostümfest, das sich auch in den Folgejahren großer Beliebtheit erfreute. Ab den 1950er-Jahren fand in „Hübners Kursalon“ am Rande des Wiener Stadtparks ein Faschingsball statt. Showeinlagen und Kostüme gestalteten einige der Vereinsmitglieder.
Einen Ball im traditionellen Sinn veranstaltet der Verein der Vorarlberger seit 1988. Von Beginn an war das Palais Ferstel in der Inneren Stadt der Veranstaltungsort. Seit 1997 übernimmt jedes Jahr eine andere Vorarlberger Stadt, Gemeinde oder Region die Ball-Patronanz:
- 1997 Dornbirn
- 1998 Lustenau
- 1999 Bludenz
- 2000 Feldkirch
- 2001 Bregenz
- 2002 Götzis
- 2003 Dornbirn
- 2004 Wolfurt
- 2005 Hard
- 2006 Bregenzerwald
- 2007 Kummenbergregion
- 2008 Vorarlberger Wirtschaft
- 2009 Feldkirch
- 2010 Bregenz
- 2011 Lauterach
- 2012 Klostertal
- 2013 Walgau
- 2014 Lustenau
- 2015 Hohenems
- 2016 Dornbirn
- 2017 Hard
- 2018 Feldkirch
- 2019 Bregenzerwald
- 2020 Lech/Zürs am Arlberg
- 2021 wegen der COVID-19-Pandemie ausgefallen
- 2022 Rankweil
- 2023 Wolfurt
- 2024 Bludenz

## Auszeichnung Vorarlberger des Jahres z'Wian
Die Auszeichnung „Vorarlbergerin bzw. Vorarlberger des Jahres z’Wian“ wird seit 2012 von der Vorarlberger Landesregierung vergeben. Mit der Auszeichnung sollen die Vorarlberger mit Lebensmittelpunkt in Wien, die etwas Besonderes erreicht oder Außergewöhnliches geleistet haben, vor den Vorhang gestellt werden. Die Vorarlberger Landesregierung möchte auf diese Weise zudem sichtbar machen, wie vielseitig und erfolgreich Vorarlberg in Wien vertreten ist.
Die Ausgezeichneten erhalten eine Ehrenurkunde sowie bis 2019 eine vom Vorarlberger Bildhauer Herbert Albrecht gefertigte Bronzeskulptur, die beim jährlichen Sommerfest der Vorarlberger in Wien vom Vorarlberger Landeshauptmann überreicht werden. 2020 wurde an die Ausgezeichneten des Jahres 2019 die nunmehr vom in Wien lebenden Vorarlberger Künstler Marbod Fritsch geschaffene Trophäe vom Landeshauptmann erstmals im Rahmen des Balls der Vorarlberger in Wien überreicht.

### Jury
Die Preistragenden der Auszeichnung „Vorarlberger des Jahres z'Wian“ werden jährlich von einer fünfköpfigen Jury vorgeschlagen. Von 2012 bis 2015 hatte der damalige Bundesrat und Bundesminister a. D. Jürgen Weiss den Juryvorsitz inne. Seit 2015 ist Karlheinz Kopf, Nationalratsabgeordneter und Generalsekretär der Wirtschaftskammer, Vorsitzender.
Die weiteren Mitglieder sind aktuell die Obfrau des Vereins Vorarlberger in Wien, Ulrike Willam-Kinz, Staatssekretär Magnus Brunner, Siegfried Menz, Aufsichtsrat der Ottakringer Getränke AG sowie der Journalist und Blogger Johannes Huber (Stand: Oktober 2019).

### Preisträger
2021: Simone Schuler
Die Elektrotechnikerin Simone Schuler wurde 2021 zur Vorarlbergerin des Jahres z'Wian ausgezeichnet.
2020: Bernd Bickel
Bernd Bickel ist Professor für Informatik am Institute of Science and Technology Austria und wurde im Jahr 2021 nachträglich für das Jahr 2020 ausgezeichnet.
2019: Udo Felizeter und Nico Schwendinger
Die WU-Absolventen Udo Felizeter aus Bregenz und Nico Schwendinger aus Dornbirn gründeten 2016 den Verein Open Piano for Refugees - Verein zur Förderung der öffentlichen Begegnung, Integration und Nächstenliebe. 2018 folgt die Gründung des sozialen Musikinstitutes DoReMi mit Sitz in Wien. Die Jury würdigte die Initiative an sich, die von Jahr zu Jahr mehr Aufmerksamkeit wecke. Aktueller Anlass für die Auszeichnung war der 1. Platz, den das Projekt im Juni 2019 bei der Social Start-up-Initiative Found erreichte.
2018: Sabine Haag
Die Generaldirektorin des Kunsthistorischen Museums wurde 2017 vom Fundraising Verband Austria zur „Fundraiserin des Jahres“ gekürt und von der „Initiative Wirtschaft für Kunst“ mit dem Kunstsponsoringpreis MAECENAS 2017 ausgezeichnet. Die Jury würdigte darüber hinaus den bemerkenswerten Einsatz von Sabine Haag für die Weiterentwicklung des Kunsthistorischen Museums, für die Zusammenarbeit mit der Wirtschaft und, wo möglich, mit Vorarlberger Kulturinstitutionen.
2017: Martin Gruber
Das aktionstheater ensemble unter der Leitung von Martin Gruber wurde 2016 mit dem Nestroy-Theaterpreis für „Kein Stück über Syrien“ ausgezeichnet. Die Jury würdigte darüber hinaus das gesellschaftliche Engagement, die internationale Präsenz sowie die neuen Maßstäbe, die das aktionstheater ensemble im off-Theaterbereich setzt.
2016: Gerhard Widmer
Gerhard Widmer, Professor für Informatik am Institut für Computational Perception der Johannes Kepler Universität Linz, wurde 2015 vom Europäischen Forschungsrat mit einem ERC Advanced Grant-Preis ausgezeichnet. Die Jury würdigte darüber hinaus, dass Gerhard Widmer für seine Forschungs- und Entwicklungsarbeit mit den bedeutendsten österreichischen Wissenschaftspreisen (Wittgenstein-Preis 2009, START-Preis 1998) ausgezeichnet wurde und somit der bisher einzige Vorarlberger ist, der diese drei großen Wissenschaftspreise erhielt.
2015: Lukas Bereuter & Team
Lukas Bereuter, Mathias Kappaurer und ihr Team von den Restaurants „Tonstube“ sowie von „Ludwig & Adele“ im Künstlerhaus Wien erweiterten 2014/15 ihren gastronomischen Wirkungskreis, eröffneten das Badeschiff, übernahmen die Bewirtung im Jazzclub „Porgy & Bess“ sowie im Wien Museum und bauten ihr Catering-Unternehmen aus. Die Jury würdigte das Engagement der Gastronomen, die mit selbst entworfenem Interieur sowie in Küche und Service Vorarlberg spürbar machen.
2014: Michael Linhart
Michael Linhart wurde am 1. Dezember 2013 zum Generalsekretär für auswärtige Angelegenheiten im Bundesministerium für europäische und internationale Angelegenheiten ernannt und damit zum höchsten Beamten des österreichischen Außenministeriums. Die Jury würdigte außerdem den Bezug zu Vorarlberg, den Michael Linhart stets aufrechterhalten hat.
2013: Caroline Weber
Caroline Weber beendete 2013 ihre Karriere als Sportlerin. Die Jury würdigte die Tatsache, dass Caroline Weber in ihrer Sparte, der Rhythmischen Gymnastik, die mit Abstand erfolgreichste Österreicherin ist. In der internationalen Szene war sie eine der wenigen Gymnastinnen aus West- und Mitteleuropa, die zur Weltspitze gehörte. Außerdem gewann sie 55 österreichische Staatsmeistertitel und hält damit den Meistertitel-Weltrekord.
2012: Doris Knecht
Mit ihrem Erstlingsroman „Gruber geht“ schaffte es Doris Knecht 2011 auf die nur 20 Bücher umfassende Longlist für den Deutschen Buchpreis. Die Jury würdigte außerdem, dass Doris Knecht in ihrem breiten publizistischen Schaffen auch die Beziehung zwischen Vorarlberg und Wien thematisierte und pointiert dazu Stellung nahm.

## Bekannte Vorarlberger in Wien
- Stephan Alfare (* 1966 in Bregenz), Schriftsteller
- Siegrun Appelt (* 1965 in Bludenz), Foto- und Medienkünstlerin
- Conny Bischofberger (* 1960 in Mellau), Journalistin und Buchautorin
- Lisbeth Bischoff (* 1955 in Hohenems), Fernsehjournalistin und Moderatorin
- Lorenz Böhler (* 1885 in Wolfurt), Chirurg und Wegbereiter der modernen Unfallchirurgie
- Magnus Brunner (* 1972 in Höchst), österreichischer Finanzminister
- Renate Burtscher (* 1954 in Feldkirch), Redakteurin und Moderatorin
- Heribert Corn (* 1964 in Feldkirch), Fotograf
- Johanna Doderer (* 1969 in Bregenz), Komponistin
- Otto Ender (* 1875 in Altach), Vorarlberger Landeshauptmann (1918–1930, 1931–1934) und österreichischer Bundeskanzler (1930–1931)
- Christoph Feurstein (* 1972 in Schruns), Journalist und Fernsehmoderator
- Jodok Fink (* 1853 in Andelsbuch), österreichischer Vizekanzler (1919–1920)
- Tone Fink (* 1944 in Schwarzenberg), Filmemacher und Objektkünstler
- Christian Futscher (* 1960 in Feldkirch), Schriftsteller
- Stefan Gehrer (* 1967 in Lustenau), Fernsehjournalist und Moderator
- Arno Geiger (* 1968 in Bregenz), Schriftsteller
- Martin Gruber (* 1967 in Bregenz), Theaterregisseur
- Sabine Haag (* 1962 in Bregenz), Kunsthistorikerin, Direktorin des Kunsthistorisches Museums
- Walter Hämmerle (* 1971 in Lustenau), Journalist, Chefredakteur der Wiener Zeitung
- Josef Hartmann (* 1662 in Fontanella), zweimal Bürgermeister von Wien (1717–1720 und 1725–1726)
- Nadine Kegele (* 1980 in Bludenz), Schriftstellerin
- Doris Knecht (* 1966 in Rankweil), Schriftstellerin
- Edelbert Köb (* 1942 in Bregenz), Künstler, Direktor des Museum Moderner Kunst Stiftung Ludwig Wien (2001–2010)
- Ursula Krinzinger (* 1940 in Bregenz), Galeristin und Kunsthändlerin
- Gerald Matt (* 1958 in Hard), Kulturmanager, Direktor der Kunsthalle Wien (1996–2012)
- Peter Mennel (* 1955 in Bregenz), Generalsekretär des Österreichischen Olympischen Comités
- Tobias G. Natter (* 1961 in Dornbirn), Kunsthistoriker, künstlerischer Direktor des Leopold Museums (2011–2013)
- Dietmar Nigsch (* 1951 in Bludenz), Theater- und Filmschauspieler, Kulturfestivalleiter
- Herwig Pecoraro (* 1957 in Bludenz), Opernsänger an der Wiener Staatsoper
- Heilwig Pfanzelter (* 1953 in Bludenz), Fernsehmoderatorin, Sängerin und Schauspielerin
- Roman Rafreider (* 1969 in Bregenz), Fernsehjournalist und Moderator
- Eckart Ratz (* 1953 in Bregenz), Präsident des Obersten Gerichtshofs (2012–2018), Bundesminister für Inneres (2019)
- Hanni Rützler (* 1962 in Bregenz), Ernährungswissenschaftlerin
- Ludwig Seeger „Seeger an der Lutz“ (* 1831 in Thüringen), Arzt und Mundartdichter
- Hanno Settele (* 1964 in Dornbirn), Fernsehjournalist
- Karl Stoss (* 1956 in Dornbirn), Generaldirektor der Casinos Austria AG (2007–2017), Präsident des Österreichischen Olympischen Comités
- Matthias Strolz (* 1973 in Bludenz), Nationalratsabgeordneter und Parteigründer von NEOS – Das Neue Österreich
- Armin Thurnher (* 1949 in Bregenz), Journalist und Herausgeber, Chefredakteur und Herausgeber des Falter
- Ingrid Thurnher (* 1962 in Bludenz), Fernsehjournalistin, Chefredakteurin von ORF III
- Günter Vallaster (* 1968 in Schruns), Schriftsteller und Herausgeber

## Nach Vorarlbergern benannte Orte in Wien
In der Stadt Wien befinden sich mehrere Straßen, Plätze und Parkanlagen, die nach aus Vorarlberg stammenden Persönlichkeiten benannt sind. Auch das Bundesland selbst ist seit dem Jahr 1985 mit der Vorarlberger Allee in Liesing Namensgeberin eines Wiener Straßenzugs. Ebenso ist seit 1953 auch ein Vorarlberger Fluss, die Ill, Namensgeberin einer Straße, nämlich der Illgasse im 21. Wiener Gemeindebezirk Floridsdorf.
- Hermann-Gmeiner-Park (1010 Wien, Innere Stadt), im Jahr 1993 benannt nach dem 1919 in Alberschwende geborenen Gründer der SOS-Kinderdörfer, Hermann Gmeiner.
- Ilgplatz (1020 Wien, Leopoldstadt), 1899 benannt nach Albert Ilg, dem 1847 in Laimgrube bei Wien geborenen Sohn eines nach Wien übersiedelten Dornbirners, der als Kunsthistoriker und Kustos des Kunsthistorischen Museums bekannt wurde.
- Marxergasse (1030 Wien, Landstraße), benannt nach dem aus Feldkirch stammenden Wiener Weihbischof Franz Anton Marxer.
- Jodok-Fink-Platz (1080 Wien, Josefstadt), in dessen Todesjahr 1929 nach dem ehemaligen österreichischen Vizekanzler Jodok Fink aus Andelsbuch benannt.
- Jodok-Fink-Hof (1090 Wien, Alsergrund), ebenfalls nach Jodok Fink wurde das 1950 errichtete Wohnhaus in der Maria-Theresien-Straße 5 benannt.
- Feßlergasse (1100 Wien, Favoriten), nach dem Bregenzer Bildhauer Johann Baptist Feßler benannt.
- Hämmerlegasse (1100 Wien, Favoriten), benannt nach dem Dornbirner Textilindustriellen und Kunstmäzen Theodor Hämmerle.
- Moosbrugger-Gasse (1120 Wien, Meidling), benannt nach dem 1808 in Bezau geborenen Kunsthandwerker Hieronymus Moosbrugger.
- Lorenz-Böhler-Gasse (1200 Wien, Brigittenau), benannt nach dem 1885 in Wolfurt geborenen Wegbereiter der modernen Unfallchirurgie, Lorenz Böhler.
- Unfallkrankenhaus Wien Lorenz Böhler, ebenfalls nach Lorenz Böhler wurde das 1972 eröffnete Unfallkrankenhaus in der Donaueschingenstrasse 13 benannt.
- Ospelgasse (1200 Wien, Brigittenau), benannt nach dem 1677 in Klösterle geborenen Architekten Anton Johann Ospel.
- Steinachgasse (1220 Wien, Donaustadt), benannt nach dem 1861 in Hohenems geborenen Physiologen und Pionier der Sexualforschung, Eugen Steinach.
- Wichnergasse (1220 Wien, Donaustadt), benannt nach dem 1852 in Bludenz geborenen Schriftsteller Josef Wichner.[33]